# Municipio de Healing Spring
El municipio de Healing Spring (en inglés: Healing Spring Township) es un municipio ubicado en el  condado de Davidson en el estado estadounidense de Carolina del Norte. En el año 2010 tenía una población de 2.642 habitantes.

## Geografía
El municipio de Healing Spring se encuentra ubicado en las coordenadas 35°36′56.9″N 80°10′52.93″O / 35.615806, -80.1813694.